# 세티모밀라네세
세티모밀라네세(이탈리아어: Settimo Milanese, 롬바르디아어: Settim)는 이탈리아 롬바르디아주의 밀라노도에 있는 코무네(자치구)이다. 밀라노 시내로부터 약 9km(6mi) 정도 떨어져 있다.
카스텔레토(Castelletto) 산업 지구에는 이탈텔과 ST마이크로일렉트로닉스가 있다.
세티모밀라네세는 로, 밀라노, 코르나레도 및 쿠사고와 접해있다.

## 지명학
세티모밀라네세라는 이름은 세티모와 밀라노 사이의 거리에서 유래되었다고 알려져 있지만, 실제로는 밀라노에서 노바라로 가는 도로의 일곱 번째 이정표 근처에 위치해 있다. "밀라노"라는 통칭은 이탈리아가 통일된 후에 같은 이름을 가진 다른 도시들과 구별하기 위해 추가되었다.